# Rio Bravo (film)
Rio Bravo – amerykański western w reżyserii Howarda Hawksa z 1959 roku na podstawie opowiadania B.H. McCampbell o tym samym tytule.
W 2014 roku został wprowadzony do Narodowego Rejestru Filmowego Stanów Zjednoczonych jako film „znaczący kulturowo, historycznie bądź estetycznie”.

## Fabuła

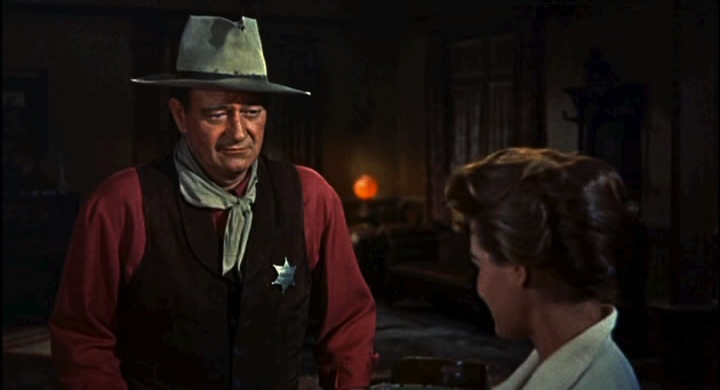
John Wayne i Angie Dickinson w scenie z filmu

Szeryf małego, odciętego od świata, miasteczka na Dzikim Zachodzie John T. Chance, aresztuje za morderstwo Joe Burdette’a. Brat Joe, Nathan Burdette, bogaty ranczer i przywódca miejscowych rabusiów, podejmuje działania zmierzające do jego uwolnienia. Szeryf, wraz ze swoimi zastępcami: alkoholikiem Dude oraz kulejącym staruszkiem Stumpym podejmuje próbę przetrzymania Joego w areszcie do czasu przybycia funkcjonariuszy US Marshals Service.
Pomoc szeryfowi oferuje przejeżdżający przez miasto z kawalkadą wozów przyjaciel, Pat Wheeler (Ward Bond). W hotelu, prowadzonym przez Carlosa, John poznaje piękną hazardzistkę używającą pseudonimu Faethers (szal boa), ściganą listem gończym. Podejrzewa ją o oszustwa podczas gry, ale okazuje się, że oszustem był inny gracz. Nie chcąc mieć dodatkowych problemów, próbuje ją zmusić do wyjazdu z miasteczka. Jednocześnie jednak oboje zaczynają wzajemnie się skłaniać do siebie. Tymczasem Pat ginie, zastrzelony przez rewolwerowca wynajętego przez Burdette’a. John i Dude osaczają mordercę, a Dude zabija go celnym strzałem. Nathan odwiedza swego brata w więzieniu. Stumpy, skrzywdzony kiedyś przez Nathana (Nathan zagarnął jego ranczo), daje jasno do zrozumienia, że przy próbie napadu na więzienie Joe będzie „przypadkowo” zabity. Nathan nie może więc wykorzystać liczebnej przewagi. Oddala się, każąc grać orkiestrze ponurą melodię o braku litości dla pokonanych. Ludzie Natahana próbują sterroryzować szeryfa, aby wypuścił Joego. Dzięki pomocy Feathers i Colorado nie udaje im się to. Jednak udaje im się porwać Dude’a. Szeryf zgadza się na wymianę. Podczas wymiany Dude rzuca się na Joego i obezwładnia go. Tymczasem szeryf ze swoimi pomocnikami i sympatykami pokonują bandę Nathana, wykorzystując także dynamit przewożony w wozach Pata. Nathan i jego ludzie poddają się. John, w dosyć mętny sposób, oświadcza się Feathers.

## Obsada
- John Wayne – John T. Chance (szeryf)
- Dean Martin – Dude (pomocnik szeryfa, uzależniony od alkoholu)
- Ricky Nelson – Colorado Ryan (młody rewolwerowiec na służbie u P. Wheelera)
- Walter Brennan – Stumpy (pomocnik szeryfa utykający na nogę)
- Angie Dickinson – Feathers (atrakcyjna wdowa po szulerze karcianym)
- Pedro Gonzalez Gonzalez – Carlos Robante (Meksykanin, właściciel hotelu)
- Estelita Rodriguez – Consuela Robante (żona Carlosa)
- Ward Bond – Pat Wheeler (przyjaciel szeryfa)
- John Russell – Nathan Burdette (bogaty ranczer)
- Claude Akins – Joe Burdette (brat Nathana, morderca aresztowany przez szeryfa)

## Produkcja

### Scenariusz i casting
Film został nakręcony jako odpowiedź Howarda Hawksa na W samo południe (1952). Hawks publicznie skrytykował W samo południe, mówiąc: „Nie sądziłem, że dobry marshal będzie biegał po mieście jak kura bez głowy, prosząc o pomoc. I w końcu kto go ratuje? Jego żona, kwakierka. To nie jest mój pomysł na dobry western”. Podobną dezaprobatę wyraził John Wayne, później nazywając W samo południe „najbardziej nieamerykańską rzeczą, jaką widział w całym swoim życiu, argumentując, że zahartowani w boju amerykańscy pionierzy, nie baliby się czterech bandytów. Szczególnie był zniesmaczony ostatnią sceną filmu, w której główny bohater odszedł z pracy marshala, uważając to za porzucenie odpowiedzialności wobec służby publicznej. Wayne był pierwszym i jedynym wyborem Hawksa do roli Chance’a. Hawks był zdania, że nie może być udanego westernu bez Wayne’a. Według historyka kina Emanuela Levy’ego, Wayne i Hawks celowo połączyli siły, by odpowiedzieć na W samo południe, opowiadając podobną historię na swój własny sposób: przedstawiając bohatera, który nie okazuje strachu ani wewnętrznych rozterek i nigdy nie wyrzeka się swojego obowiązku wobec społeczności, a jednocześnie współpracuje wyłącznie z osobami, które uważa za kompetentne, mimo że wiele innych postaci oferuje mu pomoc.
Uważając, że tak dobry aktor pokroju Wayne’a powinien mieć równie dobrego partnera ekranowego, Hawks zatrudnił Deana Martina: „Mając dwóch dobrych aktorów, takich jak oni, łatwo jest opracować dialogi i wydarzenia, które mają między nimi miejsce”. Hawks tworzył scenariusz pod aktorów: „Ruch i rozwój wynikają z charakterystyki postaci. Dean w prawdziwym życiu dużo pił, więc zagraliśmy go jako pijaka w Rio Bravo. Widzieliśmy, jak Wayne obserwuje, jak jego stary przyjaciel Dean wychodzi na prostą”. Dla 26-letniej Angie Dickinson Rio Bravo było wielkim przełomem po serii przeciętnych filmów. Po latach Dickinson wspominała, że Wayne pomagał jej w nabyciu doświadczenia aktorskiego: „Duke był prawdziwym mężczyzną. I podkreślam – prawdziwym mężczyzną. Taki był na ekranie i poza nim. Dopiero zaczynałam swoją przygodę z filmem, a Duke naprawdę bardzo mi pomógł. Mieliśmy kilka długich scen razem. Dużo dłuższych, niż Duke był do tego przyzwyczajony. Więc pracował ciężej niż zwykle, żeby dobrze przejść przez te sceny i zachować koncentrację”.

### Zdjęcia
W 1958 roku rozpoczęły się zdjęcia w Old Tucson w Arizonie. Wayne nie zawsze podążał za scenariuszem, jednak dogadywał się z resztą ekipy filmowej i obsady aktorskiej: „Nie miało znaczenia, czy słowa wypowiadane były dokładnie tak, jak zapisano je w scenariuszu. Mówił kwestie tak, jak uważał, że powiedziałby je jego bohater. Uwielbiałam Duke’a. A on bardzo lubił pracować z Howardem Hawksem. Nigdy się z nim nie kłócił. Po prostu robił to, co Howard mu kazał. Ufał Hawksowi”.

### Muzyka
Ważną rolę w filmie pełni muzyka. Szczególną popularność zdobyła piosenka śpiewana przez ówczesnego idola nastolatków Deana Martina – „My Rifle, My Pony, and Me” („Moja strzelba, mój koń i ja”). Piosenka ta znalazła się na liście 100 najlepszych piosenek z westernów. Po niej inny piosenkarz Ricky Nelson wykonuje skróconą wersję „Get Along Home, Cindy”. Melodia, którą Nathan poleca grać, dotyczy krwawej bitwy pod Alamo, podczas wojny o niepodległość Teksasu.

## Odbiór
Rio Bravo, który miał premierę w kwietniu 1959 roku, okazał się natychmiastowym hitem – zarobił 5,7 miliona dolarów na rynku krajowym i około 12 milionów dolarów na całym świecie. Angie Dickinson po latach dobrze wspominała udział w Rio Bravo i uważała, że był to jej osobisty przełom w karierze: „Największym szczęściem, jakie mnie spotkało, było zagranie w Rio Bravo – i to z Duke’em”.
Rio Bravo był przedmiotem fascynacji zarówno prawicowych, jak i lewicowych krytyków (m.in. Robina Wooda oraz Jean-Luca Godarda). Zdaniem eseisty Briana Eggerta wynikało z to z pewnego paradoksu: 
Rio Bravo przedstawia swego prawicowego bohatera w negatywnym świetle, obok jego bardziej sympatycznych, lewicowych przyjaciół. Chance to mężczyzna, który, zgodnie z zamysłem Hawksa i jego zamiarem stworzenia filmu jako reakcji na W samo południe, nie potrzebuje żadnej pomocy. A jednak Chance ma aż pięć postaci, które udzielają mu wsparcia: Stumpy’ego, Dude’a, Colorado, Feathers, a później Carlosa, który przybywa na ostateczną strzelaninę z nabojami do karabinu. […] Chance w rzeczywistości potrzebuje więcej pomocy niż marshal Will Kane Coopera, który nawoływał do liczebnej siły, a niekoniecznie do wsparcia emocjonalnego. […] Chance reprezentuje jedyną reakcyjną i konserwatywną postać w filmie, który miał być antytezą rzekomej lewicowej agendy Zinnemanna.
Odmiennego zdania był krytyk Jeffrey Meyers, który nazwał Rio Bravo „wtórną i rażąco gorszą wersją W samo południe”. Faworyzując grę Coopera w filmie Zinnemanna, Meyers pisał: „Cooper prosi o pomoc, ale jej nie potrzebuje; Wayne nie prosi o pomoc, ale ją dostaje i jej potrzebuje. Duchowo angażujące poszukiwania Coopera, w przeciwieństwie do bezmyślnego maczyzmu Wayne’a, czynią właśnie W samo południe nieskończenie lepszym od filmu Hawksa”.
Zdaniem Richarda Brody’ego z „The New Yorkera” Rio Bravo jest „jednocześnie apogeum klasycznego stylu westernowego, z jego uzasadnioną przemocą w obronie sprawiedliwości, oraz osobliwie hiperbolicznym dziełem modernizmu, które wzbogaca misję o rubaszną komedię erotyczną i przeszywającą duszę surowość”.

## Spuścizna
Sukces Rio Bravo zaowocował powstaniem w 1966 roku filmu El Dorado z podobną obsadą. W 1976 roku John Carpenter, naśladowca stylu Hawksa, nakręcił Atak na posterunek 13 o podobnej fabule, opartej na desperackiej obronie komisariatu policji przed atakiem hord gangsterów żądnych zemsty za śmierć kilku pobratymców. Wpływ Rio Bravo rozciąga się też na inne filmy osadzone geograficznie na Dzikim Zachodzie, m.in. Urodzonych morderców (1994) Olivera Stone’a i Od zmierzchu do świtu (1996) Roberta Rodrigueza, do których scenariusze napisał pasjonat Hawksa Quentin Tarantino.

## Inne utwory

### Komiksy
W czerwcu 1959 roku Dell wydało adaptację komiksową jako 1018. numer magazynu komiksowego „Four Color Comics”. Za scenariusz odpowiadali Eric Freiwald i Robert Schaefer, a za rysunki Alex Toth.

### Parki rozrywki
W 2002 roku w tematycznym parku rozrywki Warner Bros Park Madrid w San Martín de la Vega powstał tor wodny typu flume ride inspirowany filmem.
Wcześniej w 1998 roku planowany był podobny flume ride o tej samej nazwie i tematyzacji w Warner Bros. Movie World w Gold Coast, jednak ostatecznie został otwarty pod nazwą Wild Wild West, na podstawie filmu z 1999 roku pod tym samym tytułem.
W parku tematycznym Hopi Hari tor wodny typu rapid river nosi nazwę Rio Bravo.